# Banyuringin
Banyuringin is een bestuurslaag in het regentschap Kendal van de provincie Midden-Java, Indonesië. Banyuringin telt 3273 inwoners (volkstelling 2010).